# نوح فلدمن
نوح فلدمن (انگلیسی: Noah Feldman؛ زادهٔ ۲۲ مهٔ ۱۹۷۰) وکیل، و حقوقدان اهل ایالات متحده آمریکا است.
وی همچنین برندهٔ جوایزی همچون بورسیه رودز شده‌است.